# Charadrius placidus
Borrelho-de-bico-comprido (Charadrius placidus) é uma espécie de ave da família Charadriidae.
Pode ser encontrada nos seguintes países: Bangladesh, Butão, Brunei, Camboja, China, Hong Kong, Índia, Indonésia, Japão, Coreia do Norte, Coreia do Sul, Laos, Malásia, Mongolia, Myanmar, Nepal, Rússia, Sri Lanka, Taiwan, Tailândia e Vietname.